# Zavarzina
Zavarzina är ett berg i Antarktis. Det ligger i Östantarktis. Nya Zeeland gör anspråk på området. Toppen på Zavarzina är 1 641 meter över havet, eller 576 meter över den omgivande terrängen. Bredden vid basen är 6,5 km.
Terrängen runt Zavarzina är huvudsakligen kuperad, men söderut är den bergig. Trakten är obefolkad. Det finns inga samhällen i närheten.